# Pizzo della Forcola
Il Pizzo della Forcola o Monte Forcola (2.906 m s.l.m.) è una montagna delle Alpi Retiche occidentali (sottosezione Alpi della Val Müstair).

## Descrizione
Si trova lungo il confine tra l'Italia e la Svizzera tra l'abitato di Valdidentro e Santa Maria Val Müstair. Ha la caratteristica di trovarsi su un triplice spartiacque: Po, Adige e Danubio.